# Stazione di Kita-Chigasaki
La stazione di Kita-Chigasaki (北茅ヶ崎駅?, Kita-Chigasaki-eki) è una stazione ferroviaria situata nella città di Chigasaki, nella prefettura di Kanagawa, e serve la linea Sagami della JR East.

## Linee
JR East
■ Linea Sagami

## Struttura
La stazione è dotata di una banchina a isola servente 2 binari, collegata al fabbricato viaggiatori da un sovrappassaggio.
| 1 | ■ Linea Sagami |  | per Atsugi, Ebina, Kamimizo, Hashimoto e Hachiōji (linea Yokohama) |
| 2 | ■ Linea Sagami |  | per Chigasaki                                                      |

## Stazioni adiacenti
| «            | Servizio     | »            |
| Linea Sagami | Linea Sagami | Linea Sagami |
| ------------ | ------------ | ------------ |
| Chigasaki    | Locale       | Kagawa       |